# Gustav Schalk (Schriftsteller)
Gustav Schalk (* 21. August 1848 in Vietzig, Kreis Lauenburg i. Pom.; † 22. November oder 23. November 1929 in Kloster Zinna, Kreis Jüterbog-Luckenwalde) war ein deutscher Lehrer und Schriftsteller.

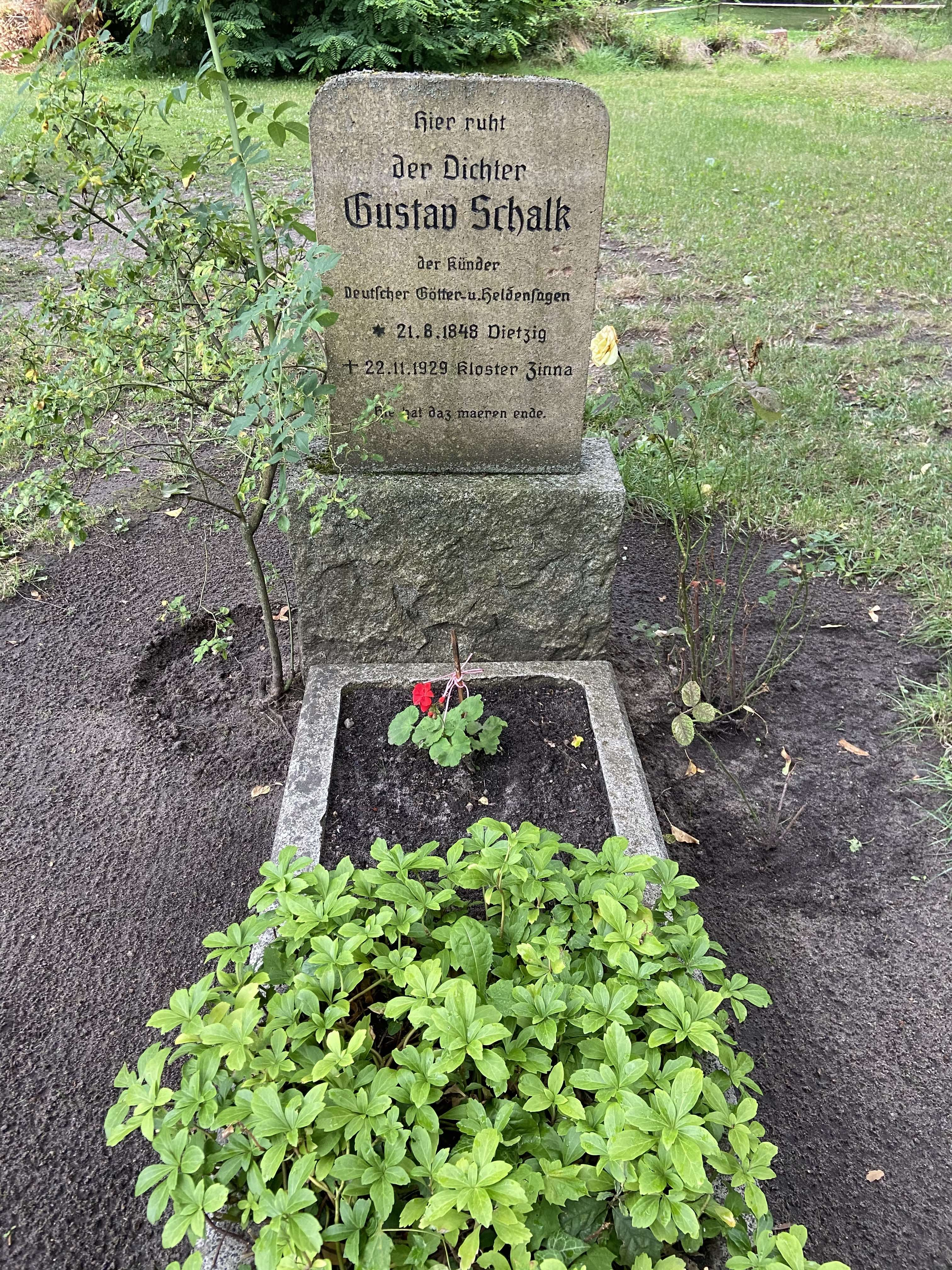
Grabstein in Kloster Zinna (2020)

## Leben und Werk
Nach Abschluss seines Studiums arbeitete Schalk als Lehrer zunächst in Berent in der Provinz Westpreußen, dann am Internationalen Institut in Grenchen in der Schweiz und an der Höheren Töchterschule in Solingen. Er verließ schließlich den Lehrerberuf und lebte als freier Schriftsteller. 
Schalk veröffentlichte als Schriftsteller unter anderem Bearbeitungen von germanischen Heldensagen. Einige seiner Werke erschienen in hohen Auflagen und sind bis heute im Buchhandel erhältlich.

## Werke (Auswahl)
- Nordisch-germanische Götter- und Heldensagen. 1. Auflage. 1881.
- Heldenfahrten. 1885.
- Paul Beneke. Ein harter deutscher Seevogel. 1902. (über den Danziger Seehelden des 15. Jahrhunderts Paul Beneke)
- Meisterbuch deutscher Götter- und Heldensagen. 1. Auflage. 1911.